# 方法論民族主義
方法论民族主义（英語：methodological nationalism），也称方法论国家主义，是社会科学研究中的一种分析取向，指研究者在理论与方法上默认以民族国家为社会过程的自然边界或唯一单位，从而忽视跨国或后民族国家层面的互动。该概念由安德烈亚斯·威默和尼娜·格里克·施勒（Nina Glick Schiller）提出，二人将其界定为“将国家、社会、民族视作现代世界自然社会-政治形态的假设”。
该概念广泛用于批判人类学、社会学及迁移研究等领域中以国家为中心的研究传统，学者们指出当研究将社会现象限定于单一国家疆界时，往往会低估移民网络、全球资本流动与跨国制度对社会变迁的影响。 维默与施勒据此进一步区分了方法论民族主义的三种表现形式。
除上述批判外，社会学家萨斯基雅·萨森指出，在全球化语境中，国家领土往往成为全球过程的“嵌入场域”，单纯以国家为单位的分析难以解释跨国现象的复杂性。 随着跨国主义、数据民族主义等新议题的兴起，方法论民族主义的局限性持续成为社会科学理论与实证研究的重要讨论对象。

## 理论框架
方法论民族主义最初被视为一种认识论假设：现代世界的社会与政治生活天然地植根于民族国家框架。  在这一视角下，研究往往默认国家和社会相等同，将跨国或全球层面的力量视为边缘性现象，或仅作为国家内部变量来衡量。

### 类型划分
威默与格里克·施勒区分了方法论民族主义的三种表现：研究忽略民族主义对现代社会形塑作用的重要性；自然化（将民族国家视为理所当然、普遍且固定的社会形态）；疆界局限（把研究对象限定在单一国家的地理疆界之内）。这些倾向可单独出现，也可相互叠加。
斯佩兰察·杜米特鲁（Speranta Dumitru）从哲学立场进一步提出另一套三分法：国家中心主义（无正当理由地赋予民族国家分析优先性）；领土主义（将空间简化为互斥的国家领土）；群体主义（默认“社会”仅指某一民族国家内部的人口）。杜米特鲁认为，上述倾向在移民哲学研究中造成系统性偏向，并进一步影响移民伦理学的论证。

### 批判与扩展
社会学家萨斯基娅·萨森主张，全球金融、信息与移民流动往往在国家领土内部重新嵌入，单纯以国家为“容器”的分析已不足以解释这些跨境过程。  随跨国主义、数字化治理与数据民族主义等议题兴起，方法论民族主义的局限不断受到新的理论与实证检验，促使学者发展跨国、全球乃至后民族国家的研究范式。
此外，德国社会学家乌尔里希·贝克在反思“方法论民族主义”局限的基础上提出了“方法论世界主义”（英語：methodological cosmopolitanism）研究纲领，主张以真正跨国的分析单位理解风险、权力与社会变迁，强调国际机制与非国家行动者与国家权力的同等重要性，并倡导全球合作与“世界治理”。

## 应用与争议

### 历史沿革
19世纪末至20世纪中叶的迁移研究通常假设移民是从一个封闭的民族社会迁入另一个民族社会，分析围绕“出发国—目的国”二分模型展开，这一取向被指体现了方法论民族主义的早期形态。  随全球化研究兴起，一些学者将对方法论民族主义的概念性批评与“民族国家正在衰落”的经验性断言混为一谈，引发了反思民族国家继续在移民治理中居于核心地位的讨论。
20世纪90年代末之后，“跨国主义”与“跨国移民”研究迅速发展，致力于突破国家边界的单一框架，将移民网络、资本与文化流动视为多层级互动过程。  性别研究者通过“权力几何（power geometries）”“社会位置”与“地理尺度”等概念，分析拉丁裔跨国母职如何同时受制于原籍国与目标国政策，从而避免将国家视为唯一分析容器。

### 回应与辩护
尽管方法论民族主义受到广泛批评，但一些学者为以国家为中心的分析方法进行了回应、调和或者辩护，认为过度强调跨国视角可能带来新的理论难题和实证瓶颈。
社会学家丹尼尔·切尔尼洛（Daniel Chernilo）指出，对方法论民族主义的批评往往将概念性问题与经验性断言混淆，过度夸大了民族国家的衰落。他强调，在许多研究领域中，国家仍然是制度权力、政策制定和社会福利分配的核心行为者，简单地超越国家框架可能忽略这些重要的制度现实，但是他并非否认跨国过程的重要性，而是强调二者需结合。
政治学家斯蒂芬·D·克拉斯纳从国际关系角度论证，提出“有组织的虚伪”这一命题，指出主权规范虽屡遭违背，却依旧构成国家互动的认知脚本和合法性资源。国家边界在法律、制度和政策层面的意义并未因全球化而消失，研究者需要在承认跨国流动的同时，认识到国家制度的持续重要性。

### 新兴议题
近年来，学者们结合“殖民性权力”等框架，将殖民历史、全球不平等与跨国迁移置于同一分析视野，以进一步克服方法论民族主义。  与此同时，数字平台和数据治理引出的“数据民族主义”与“算法边界”问题，使研究者重新思考国家在监管与分类移民数据中的角色，标志着对方法论民族主义的批评已扩展至网络与技术领域。